# Eurystyles domingensis
Eurystyles domingensis är en orkidéart som beskrevs av Donald Dungan Dod. Eurystyles domingensis ingår i släktet Eurystyles och familjen orkidéer. Inga underarter finns listade i Catalogue of Life.